# Malpica, Mexiko
Malpica är en ort i Mexiko.   Den ligger i kommunen Putla Villa de Guerrero och delstaten Oaxaca, i den sydöstra delen av landet, 300 km söder om huvudstaden Mexico City. Malpica ligger 741 meter över havet och antalet invånare är 765.
Terrängen runt Malpica är kuperad. Runt Malpica är det ganska glesbefolkat, med 32 invånare per kvadratkilometer. Närmaste större samhälle är Putla Villa de Guerrero, 2,6 km nordväst om Malpica. I omgivningarna runt Malpica växer huvudsakligen savannskog.